# بلدة ووترتاون (ويسكونسن)
ووترتاون (بالإنجليزية: Watertown (town), Wisconsin)‏ هي بلدة تقع في مقاطعة جيفرسون بولاية ويسكونسن في الولايات المتحدة. تبلغ مساحتها 98.1 (كم²)، وترتفع عن سطح البحر م، بلغ عدد سكانها 1975 نسمة في عام 2010 حسب إحصاء مكتب تعداد الولايات المتحدة .

## التركيبة السكانية
حدّد مكتب تعداد الولايات المتحدة بيانات التركيبة السكانية لبلدة ووترتاون في تعداد الولايات المتحدة. في ما يلي، التركيبة السكانية حسب تعدادي 2000 و2010.

### تعداد عام 2000
بلغ عدد سكان بلدة ووترتاون 21,598 نسمة بحسب تعداد عام 2000، وبلغ عدد الأسر 8,022 أسرة وعدد العائلات 5,565 عائلة مقيمة في المدينة. في حين سجلت الكثافة السكانية 669.1 نسمة لكل كيلومتر مربع (1,733.0/ميل2). وبلغ عدد الوحدات السكنية 8,330 وحدة بمتوسط كثافة قدره 258.1 لكل كيلومتر مربع (668.5/ميل2).
وتوزع التركيب العرقي للمدينة بنسبة 95.90% من البيض و0.25% من الأمريكيين الأفارقة و0.39% من الأمريكيين الأصليين و0.61% من الأمريكيين ذوي الأصول الآسيوية و0.03% من سكان جزر المحيط الهادئ و1.69% من الأعراق الأخرى و1.13% من عرقين مختلطين أو أكثر و4.94% من الهسبانيون أو اللاتينيون من أي عرق.
بلغ عدد الأسر 8,022 أسرة كانت نسبة 36.3% منها لديها أطفال تحت سن الثامنة عشر تعيش معهم، وبلغت نسبة الأزواج القاطنين مع بعضهم البعض 56.2% من أصل المجموع الكلي للأسر، ونسبة 9.5% من الأسر كان لديها معيلات من الإناث دون وجود شريك، بينما كانت نسبة 3.7% من الأسر لديها معيلون من الذكور دون وجود شريكة وكانت نسبة 30.6% من غير العائلات. تألفت نسبة 25.5% من أصل جميع الأسر من عدة أفراد يعيشون في نفس المنزل ونسبة 12.1% كانت تتألف من شخص يعيش بمفرده يبلغ من العمر 65 عاماً أو أكثر. وبلغ متوسط حجم الأسرة المعيشية 2.55، أما متوسط حجم العائلات فبلغ 3.07.
بلغ العمر الوسطي للسكان 34.7 عاماً. وكانت نسبة 25.8% من القاطنين تحت سن الثامنة عشر، وكانت نسبة 8.3% بين الثامنة عشر والرابعة والعشرين عاماً، ونسبة 28.9% كانت واقعةً في الفئة العمرية ما بين الخامسة والعشرين والرابعة والأربعين عاماً، ونسبة 18.7% كانت ما بين الخامسة والأربعين والرابعة والستين، ونسبة 13% كانت ضمن فئة الخامسة والستين عاماً فما فوق. يوجد لكل 100 أنثى 95.0 ذكر، ويوجد لكل 100 أنثى في الثامنة عشر من عمرها فما فوق 91.0 ذكر.
بلغ متوسط دخل الأسرة في المدينة 42,562 دولارًا، أما متوسط دخل العائلة فبلغ 50,686 دولارًا. وكان متوسط دخل الذكور 34,825 دولارًا مقابل 23,811 دولارًا للإناث. وسجل دخل الفرد الخاص بالمدينة 18,977 دولارًا. وكانت نسبة 4.6% من العائلات ونسبة 6.7% من السكان تحت خط الفقر، وكان من هؤلاء نسبة 8.1% تحت سن الثامنة عشر ونسبة 6.9% في الخامسة والستين من العمر وما فوق.

### تعداد عام 2010
بلغ عدد سكان بلدة ووترتاون 23,861 نسمة بحسب تعداد عام 2010، وبلغ عدد الأسر 9,187 أسرة وعدد العائلات 6,006 عائلة مقيمة في المدينة. في حين سجلت الكثافة السكانية 739.2 نسمة لكل كيلومتر مربع (1,914.5/ميل2). وبلغ عدد الوحدات السكنية 9,745 وحدة بمتوسط كثافة قدره 301.9 لكل كيلومتر مربع (781.9/ميل2).
وتوزع التركيب العرقي للمدينة بنسبة 93.99% من البيض و0.82% من الأمريكيين الأفارقة و0.29% من الأمريكيين الأصليين و0.78% من الأمريكيين ذوي الأصول الآسيوية و0.04% من سكان جزر المحيط الهادئ و2.68% من الأعراق الأخرى و1.39% من عرقين مختلطين أو أكثر و7.25% من الهسبانيون أو اللاتينيون من أي عرق.
بلغ عدد الأسر 9,187 أسرة كانت نسبة 33% منها لديها أطفال تحت سن الثامنة عشر تعيش معهم، وبلغت نسبة الأزواج القاطنين مع بعضهم البعض 50% من أصل المجموع الكلي للأسر، ونسبة 10.5% من الأسر كان لديها معيلات من الإناث دون وجود شريك، بينما كانت نسبة 4.8% من الأسر لديها معيلون من الذكور دون وجود شريكة وكانت نسبة 34.6% من غير العائلات. تألفت نسبة 28.6% من أصل جميع الأسر من عدة أفراد يعيشون في نفس المنزل ونسبة 13.2% كانت تتألف من شخص يعيش بمفرده يبلغ من العمر 65 عاماً أو أكثر. وبلغ متوسط حجم الأسرة المعيشية 2.46، أما متوسط حجم العائلات فبلغ 3.03.
بلغ العمر الوسطي للسكان 35.7 عاماً. وكانت نسبة 25.7% من القاطنين تحت سن الثامنة عشر، وكانت نسبة 10.5% بين الثامنة عشر والرابعة والعشرين عاماً، ونسبة 25.4% كانت واقعةً في الفئة العمرية ما بين الخامسة والعشرين والرابعة والأربعين عاماً، ونسبة 23.9% كانت ما بين الخامسة والأربعين والرابعة والستين، ونسبة 14.5% كانت ضمن فئة الخامسة والستين عاماً فما فوق. وتوزع التركيب الجنسي للسكان بنسبة 48.4% ذكور و51.6% إناث.

## وصلات خارجية
- www.townofwatertown.us
- The US50 - Cities and Towns in Wisconsin State
- Wisconsin Cities and Towns, Facts, Map, Flag, Colleges, Government, and More